# Zlatna arena za scenografiju

## Popis dobitnika
Sljedeći popis navodi osvajače Zlatne arene za scenografiju na Festivalu igranog filma u Puli.

### Za vrijeme socijalističke Jugoslavije (1956. – 1990.)
| Godina | Dobitnik                      | Naslov(i)                                  |
| ------ | ----------------------------- | ------------------------------------------ |
| 1956.  | Želimir Zagotta (podijeljena) | Ne okreći se, sine                         |
| 1956.  | Ivo Spinčić (podijeljena)     | Dolina miru                                |
| 1957.  | Miomir Denić                  | Pop Ćira i pop Spira                       |
| 1958.  | Miomir Denić                  | Četiri kilometra na sat                    |
| 1959.  | Vasilije Popović              | Mis Ston                                   |
| 1960.  | Duško Jeričević               | Rat                                        |
| 1961.  | Dime Šumka *                  | Solunski atentatori                        |
| 1962.  |                               |                                            |
| 1963.  | Mirko Lipužić * (podijeljena) | Samorastniki                               |
| 1963.  | Miomir Denić * (podijeljena)  | Nevesinjska puška                          |
| 1964.  | Željko Senečić                | Pravo stanje stvari                        |
| 1965.  | Vlatko Gilić                  | Provereno, min nejt                        |
| 1966.  |                               |                                            |
| 1967.  | Dragoljub Ivkov               | Buđenje pacova                             |
| 1968.  | Nikola Lazarevski             | Makedonska krvava svadba                   |
| 1969.  | Niko Matul                    | Kekčeve ukane                              |
| 1970.  | Bogić Risimović               | Biciklisti                                 |
| 1971.  | Miodrag Nikolić               | Uloga moje porodice u svjetskoj revoluciji |
| 1972.  | Vlastimir Gavrik              | Maestro i Margarita & Dan duži od godine   |
| 1973.  | Niko Matul                    | Cvetje v jeseni / Jesenje cveće            |
| 1974.  | Vlastimir Gavrik              | Derviš i smrt                              |
| 1975.  | Niko Matul                    | Strah                                      |
| 1976.  | Dragoljub Ivkov               | Čuvar plaže u zimskom periodu              |
| 1977.  | Drago Turina                  | Izbavitelj                                 |
| 1978.  | Niko Matul                    | Praznovanje pomladi                        |
| 1979.  | Veljko Despotović             | Usijanje & Čovjek koga treba ubiti         |
| 1980.  | Mirko Lipužić                 | Ubij me nežno                              |
| 1981.  | Vlastimir Gavrik              | Crveniot konj                              |
| 1982.  | Niko Matul (podijeljena)      | Pustota                                    |
| 1982.  | Janez Kovič (podijeljena)     | Pustota                                    |
| 1983.  | Niko Matul                    | Suton                                      |
| 1984.  | Veljko Despotović             | Davitelj protiv davitelja                  |
| 1985.  | Željko Senečić                | Ljubavna pisma s predumišljajem            |
| 1986.  | Dinka Jeričević               | Za sreću je potrebno troje                 |
| 1987.  | Kemal Hrustanović             | Život radnika                              |
| 1988.  | Snježana Petrović             | Slučaj Harms                               |
| 1989.  | Slobodan Rundo                | Iskušavanje đavola                         |
| 1990.  | Janez Kovič                   | Do konca i naprej                          |

### Za samostalne Hrvatske (1992. – danas)
| Godina | Dobitnik                                  | Naslov(i)                                 |                                           |
| ------ | ----------------------------------------- | ----------------------------------------- | ----------------------------------------- |
| 1991.  | Festival je bio otkazan.[A]               | Festival je bio otkazan.[A]               | Festival je bio otkazan.[A]               |
| 1992.  | Željko Senečić                            | Čaruga                                    |                                           |
| 1993.  |                                           |                                           |                                           |
| 1994.  | Natjecateljski program je bio otkazan.[B] | Natjecateljski program je bio otkazan.[B] | Natjecateljski program je bio otkazan.[B] |
| 1995.  | Ivica Trpčić                              | Anđele moj dragi                          |                                           |
| 1996.  | Ivan Ivan                                 | Nausikaja                                 |                                           |
| 1997.  | Grubimix Labyrinth                        | Mondo Bobo                                |                                           |
| 1998.  | Vladimir Domitrović                       | Tri muškarca Melite Žganjer               |                                           |
| 1999.  | Gorana Stepan                             | Da mi je biti morski pas                  |                                           |
| 2000.  | Ivica Trpčić                              | Je li jasno, prijatelju                   |                                           |
| 2001.  | Željko Senečić                            | Polagana predaja                          |                                           |
| 2002.  | Mladen Ožbolt                             | Prezimiti u Riju                          |                                           |
| 2003.  | Ivica Trpčić (podijeljena)                | Konjanik                                  |                                           |
| 2003.  | Kemal Hrustanović (podijeljena)           | Konjanik                                  |                                           |
| 2004.  | Ivo Hušnjak                               | Družba Isusova                            |                                           |
| 2005.  | Mario Ivezić                              | Dva igrača s klupe                        |                                           |
| 2006.  | Mladen Ožbolt                             | Put lubenica                              |                                           |
| 2007.  | Tanja Lacko                               | Pjevajte nešto ljubavno                   |                                           |
| 2008.  | Mario Ivezić                              | Nije kraj                                 |                                           |
| 2009.  | Velimir Domitrović                        | Ljubavni život domobrana                  |                                           |
| 2010.  | Ivo Hušnjak                               | Neka ostane među nama                     |                                           |
| 2011.  | Ivo Hušnjak                               | Lea i Darija                              |                                           |
| 2012.  | Ivana Škrabalo                            | Ljudožder vegetarijanac                   |                                           |
| 2013.  | Mario Ivezić                              | Obrana i zaštita                          |                                           |
| 2014.  | Damir Gabelica                            | Broj 55                                   |                                           |
| 2015.  | Ivan Veljača                              | Takva su pravila                          |                                           |
| 2016.  | Željka Burić                              | Sve najbolje                              |                                           |
| 2017.  | Petra Poslek, Iva Rodić                   | Goran                                     |                                           |
| 2018.  | Ivana Škrabalo                            | Osmi povjerenik                           |                                           |
| 2019.  | Jana Piacun                               | Posljednji Srbin u Hrvatskoj              |                                           |
| 2020.  | Jana Plećaš                               | Mare                                      |                                           |
| 2021.  |                                           | nije dodijeljena                          |                                           |
| 2022.  |                                           | nije dodijeljena                          |                                           |
| 2023.  | Ivan Veljača                              | Escort                                    |                                           |